# 广告效果模型
广告效果模型是用以研究广告对于商品市场营销效果的模型，属于广告心理学范畴。

## 主要功能
- 解释广告研究策略
- 解释广告效果研究方法的应用
- 解释广告效果的框架条件和鲁棒性，确定某广告举措的影响限度
- 理解广告复合效果的激励
- 提示实施策略

广告效果模型一般划分成四个部分：广告的媒体接触，情报接受，态度改变和行为改变。媒体接触也叫做媒体到达程度评估，主要考量广告在大众媒体上的覆盖程度和频次；情报接受也叫做广告到达程度，主要研判广告信息对目标受众的到达率和频次；态度改变又叫做心理变化程度，是评估广告对目标受众对待品牌或产品的态度转化的影响；行为改变又叫行动程度，是评估广告对目标受众的购买决策和行为的影响程度；最后，销售额和市场份额的变化是对整个市场营销活动结果的直接反应。